# Faure Gnassingbé
Faure Essozimna Eyadéma (cunoscut și ca Faure Gnassingbé), (născut în 1966) este actualul președinte al Republicii Togoleze.
Este fiul președintelui Gnassingbé Eyadéma, urmându-i tatălui său decedat în 5 februarie 2005. Faure a fost deputat în Adunarea Națională a Republicii din partea Sokodé și a servit Ministerul Lucrărilor Publice, Minelor și Telecomunicațiilor din 29 iulie 2003.
Eyadéma a studiat în Paris și are masterul în Administration la Universitatea Yale. Are reputația unui tehnocrat.
În octombrie 2021, Faure Gnassingbé a primit vineri distincția „HeForShe” de la ONU Women pentru politica sa de promovare a femeilor, precum și egalitatea și egalitatea de gen, a anunțat portalul guvernamental République Togolaise. HeForShe (Lui pour Elle) este o mișcare de solidaritate globală condusă de ONU Femei pentru o mai mare egalitate și echitate de gen. Vineri a primit distincția „HeForShe” de la ONU Femei, pentru politica sa de promovare a femeii și pentru egalitatea de gen și egalitate, anunță portalul guvernamental Republica Togoleză. HeForShe (El pentru ea) este o mișcare de solidaritate globală condusă de ONU Femei pentru o mai mare egalitate și echitate de gen.

## Politică
Numirea sa în funcția de președinte a fost așteptată datorită sănătății tatălui său. În decembrie 2002, Gnassingbé Eyadéma a modificat constituția scăzând vârsta minimă pentru președintele republicii de la 45 la 35 de ani. În conformitate cu constituția, după decesul președintelui, Fanbare Tchaba, purtătorul de cuvând al parlamentului devine președintele activ. Însă, la vremea morții lui Eyadéma, Tchaba a fost plecat din țară și oficialii militari togolezi au pretins că Faure Eyadéma a jurat că va fi un președinte activ pentru "asigurarea securității". Dar din moment ce granițele au fost sigilate de armată, Tchaba a fost în imposibilitate de a reintra în țară. Aceasta a atras din partea Uniunii Africane denunțul că aceste evenimente ar fi preluarea puterii cu ajutorul armatei prin lovitură de stat.

### Legitimitate
La o zi după decesul tatălui său, parlamentul l-a demis pe Tchaba și l-a ales pe Eyadéma în locul său, ceea ce legalizează succesiunea; Alegerea a fost aprobată în unanimitate de către deputații care au fost prezenți în parlament. Parlamentul a eliminat de asemenea o cerință constituțională care reglementa că alegerile trebuie ținute la șaizeci de zile după moartea președintelui, permițând astfel tânărului Faure să conducă până la expirarea termentului tatăului său în 2008.